# Andreas Baltschun
Andreas Baltschun (* in Herford, Nordrhein-Westfalen) ist ein deutscher Filmeditor für Kino- und Fernsehproduktionen.

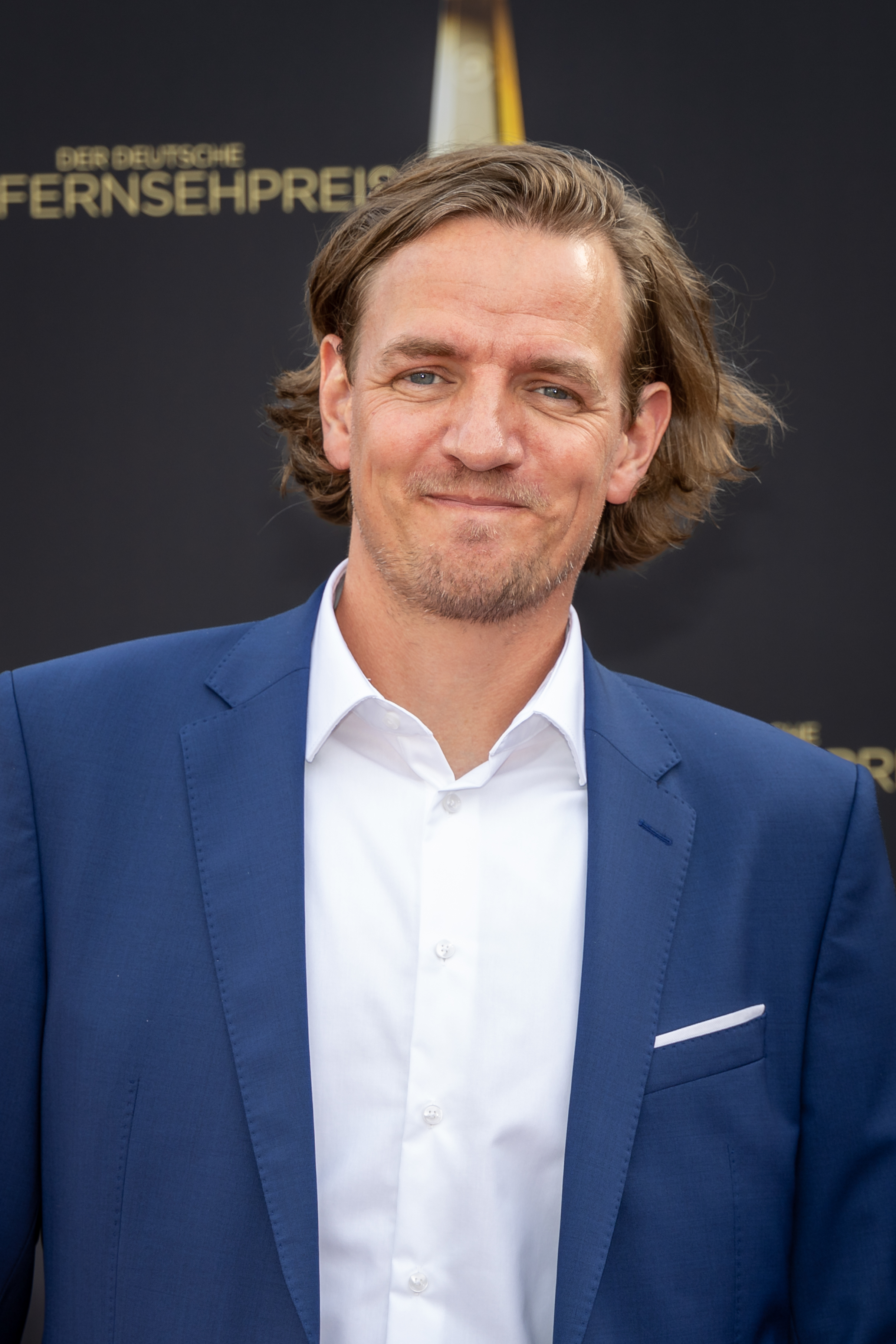
Andreas Baltschun (2022)

## Leben
Andreas Baltschun ist ein deutscher Filmeditor. Nach seinem Studium an der Bauhaus-Universität Weimar begann er seine Laufbahn als Schnittassistent, unter anderem bei Monika Schindler, die zu seiner Mentorin wurde. Er gewann für seine Arbeiten an Für Elise (Hauptpreis Festival des deutschen Films.) und Sputnik von Markus Dietrich (Preis der deutschen Filmkritik & Lola nominiert) mehrere Auszeichnungen. Baltschun montierte unter anderem die Serien Der Pass und Der Greif. Für Der Pass (Staffel 2 – Episode 7) wurde er 2022 für den Deutscher Fernsehpreis 
und den Deutscher Kamerapreis nominiert.
Neben seiner Arbeit als Editor ist er als Gastdozent an der Hochschule für Fernsehen und Film München (HFF) und ist Mitglied im Bundesverbandes Filmschnitt Editor e.V.

## Filmografie (Auswahl)
- 2008: Brüder (Dokumentarfilm) – Regie: Falko Schuster
- 2012: Für Elise (Kinospielfilm) – Regie: Wolfgang Dinslage
- 2013: Sa Mamon / With Mom (als beratender Editor) (Kinospielfilm) – Regie: Faruk Loncarevic
- 2013: In bester Verfassung (Dokumentarfilm) – Regie: Dominik Wessely
- 2013: Sputnik (Kinospielfilm) – Regie: Markus Dietrich
- 2015–2016: Schloss Einstein (Fernsehreihe, 13 Folgen) – Regie: Markus Dietrich
- 2016: Prinz Himmelblau und Fee Lupine (TV-Spielfilm) – Regie: Markus Dietrich
- 2017: Sandmädchen (Kinodokumentarfilm) – Regie: Mark Michel
- 2018–2022: Der Pass (TV-Serie VoD, 16 Folgen) – Regie: Cyrill Boss & Philipp Stennert
- 2019: Orangentage (Uzly a pomerance) (Kinospielfilm)  – Regie: Ivan Pokorny
- 2019: Wenn’s um Liebe geht
- 2020: Biohackers (TV-Serie VoD) – Regie: Christian Ditter, Tim Trachte
- 2020: Tatort: Der letzte Schrey (TV-Spielfilm) – Regie: Mira Thiel
- 2021: Tatort: Rettung so nah (TV-Spielfilm) – Regie: Isabel Braak
- 2021: Rumspringa – Ein Amish in Berlin (TV-Spielfilm VoD) – Regie: Mira Thiel
- 2023: Der Greif (Fernsehserie)
- 2025: Das geheime Stockwerk – Regie: Norbert Lechner